# Nebil Ibrahim
Nebil Ibrahim, född 2 december 2000, är en svensk boxare som tävlar för Upsala IF.

## Karriär
Ibrahim har tagit fyra SM-guld åren 2019, 2020, 2021 och 2022. Vid Europeiska spelen 2023 nådde han semifinal, vilket innebar att han kvalificerade sig för de olympiska sommarspelen 2024.